# Після весілля
Про однойменний радянський художній фільм див. Після весілля (фільм, 1962)
«Після весілля» (англ. After the Wedding) — американський драматичний фільм 2019 року режисера та сценариста Барта Фрейндліха з Джуліанн Мур, Мішель Вільямс, Біллі Крудапом й Еббі Квінн у головних ролях. Це ремейк однойменної стрічки 2006 року Сюзанни Бір.
Світова прем'єра фільму відбулась на кінофестивалі «Санденс» 24 січня 2019 року, в США прокат розпочався 9 серпня 2019 року компанією Sony Pictures Classics.

## Сюжет
Ізабель (Вільямс), співзасновниця дитячого будинку в Колкаті, їде до Нью-Йорка, щоб зустрітися з потенційним благодійником Терезою. Попри своє розчарування необхідністю виправдати благодійну пожертву, вона погоджується на зустріч, яка припадає за день до весілля дочки Терези (Квінн). Ізабель несподівано запрошують на весілля і події, що настали після цього, змушують її протистояти рішенням, прийнятим 20 років тому, а також чоловікові з її минулого, який, як виявляється, є чоловіком Терези. Розкриваються також таємниці, зокрема незрозуміла доброчинність на суму 20 мільйонів доларів.

## У ролях
| Актор          | Роль          |
| -------------- | ------------- |
| Мішель Вільямс | Ізабель       |
| Джуліанн Мур   | Тереза Янг    |
| Біллі Крудап   | Оскар Карлсон |
| Еббі Квінн     | Грейс         |
| Вілл Чейз      | Френк         |
| Алекс Ісола    | Джонатан      |
| Сюзан Блеквелл | Гвен          |
| Іса Девіс      | Таня          |
| Алекс Кранмер  | Едді          |

## Виробництво
У лютому 2018 року стало відомо, що Джуліанн Мур буде зніматися в американському ремейку данського фільму Сьюзенни Бір, крім того, головні ролі змінилися з чоловічих на жіночі. До Мур приєдналась Діане Крюгер, однак у квітні 2018 року Мішель Вільямс замінила її. У травні 2018 року до акторського складу приєдналися Біллі Крудап й Еббі Квінн.
Основне виробництво розпочалося у травні 2018 року.

## Випуск
Світова прем'єра фільму відбулась на кінофестивалі «Санденс» 24 січня 2019 року. Незабаром компанія Sony Pictures Classics придбала права на розповсюдження фільму в США та встановила дату релізу на 9 серпня 2019 року.

## Сприйняття
На Rotten Tomatoes фільм має рейтинг схвалення 47 % на основі 88 відгуків критиків і середній бал 5.57 / 10. У критичному консенсусі сайту зазначено: «„Після весілля“ має перевагу через потужний акторський склад і початковий матеріал, але все ж проявляє стійкість до спалахів емоційного життя». На Metacritic середньозважена оцінка становить 52 зі 100, яка заснована на 30 відгуках від критиків, що вказує на «змішані або середні відгуки».
Пітер Дебрудж з «Вараєті» написав: "Цей чутливий римейк перевареного данського номінанта на «Оскар» Сюзанни Бір був проникливо перевернутий з чоловічої мелодрами на емоційну вітрину для Мішель Вільямс і Джуліанни Мур. Дебрудж похвалив фільм за його тонкість, оскільки він «знімає все зайве, дозволяючи підтексту спливати в тихих проміжках між діалогами». Девід Руні з «Голлівуд репортер» зазначив: «Американський римейк Барта Фрейндліха стрічки Бір змінив стать головних героїв, передбачувано віддавши сильні ролі Джуліанни Мур і Мішель Вільямс, але поза цим видалив дієву силу з мелодрами, яка стає все більш безглуздою, коли вона повзе до свого жалюгідного завершення». Річард Роупер з «Чикаго сан-таймс» оцінив фільм 2 з 4, написавши: «Це похмура, повільна та відразлива драма, в якій навіть радісні моменти здаються стриманими і задрапірованими в меланхолію». Девід Фіар з «Роллінг Стоун» дав фільму змішану оцінку, похваливши Вільямс: «Вільямс привернула загальну увагу, і це вартує кропіткої роботи, щоб подивитися, як вона займається своєю справою».